# Tombo da ladeira
 (mai 2023).
Si vous disposez d'ouvrages ou d'articles de référence ou si vous connaissez des sites web de qualité traitant du thème abordé ici, merci de compléter l'article en donnant les références utiles à sa vérifiabilité et en les liant à la section « Notes et références ».
Le tombo da ladeira (chute de la côte en portugais) est une technique de capoeira qui peut être exécutée de deux manières différentes :
- La plus courante consiste à faire tomber son adversaire en entrant en dessous de lui au moment où ce dernier décolle du sol (pendant un coup de pied sauté, un floreio ou une acrobatie), après quoi on pousse avec le haut du dos pour le faire chuter. C'est un mouvement difficile à exécuter car il faut trouver le bon timing pour passer sous l'autre personne.
- La seconde est un balão qui consiste à esquiver une meia-lua de frente en plaçant la tête entre ses jambes, puis à redresser le corps pour faire basculer l'adversaire dans son dos.